# Premios de Música de Hollywood de Medios de Comunicación
Los Premios de Música de Hollywood de Medios de Comunicación (Hollywood Music In Media Awards, [HMMA]) son una organización de premios que honra la música original (canción y composición) en todas las formas de medios visuales, incluyendo películas, televisión, videojuegos, tráileres, anuncios comerciales, documentales, videos musicales y programas especiales. El HMMA fue el primero en incluir a la "Supervisión Musical Sobresaliente" como categorías de premios destacadas. El evento principal anual de HMMA, que generalmente se lleva a cabo la semana anterior al Día de Acción de Gracias, presenta actuaciones de música en vivo, presentadores famosos, tributos a íconos de la industria de la música y premios para compositores, compositores e intérpretes. El HMMA también celebra a los artistas independientes emergentes y a las personas influyentes de la música de todo el mundo, por sus contribuciones creativas e innovadoras.

## Categorías
- Mejor banda sonora de largometraje
- Mejor banda sonora de película animada
- Mejor banda sonora de película de fantasía o SCIFI
- Mejor banda sonora de película de terror
- Mejor banda sonora de documental
- Mejor banda sonora de película Independiente
- Mejor canción original de largometraje
- Mejor canción original de película animada
- Mejor canción original de documental
- Mejor canción original de película Independiente
- Mejor actuación en pantalla
- Mejor documental musical o de especial
- Mejor tema en Biopic o Musical
- Mejor supervisión musical en película de largometraje
- Mejor supervisión musical en programa de TV/ Serie limitada
- Mejor supervisión musical en videojuego
- Mejor tema principal en Show de TV
- Mejor banda sonora en serie documental
- Mejor canción original de show de TV/ Serie limitada
- Mejor canción original de serie documental
- Mejor banda sonora de videojuegos
- Mejor canción de videojuegos
- Mejor canción/banda sonora de videojuegos en aplicativos móviles
- Mejor canción de cortometraje
- Mejor canción de cortometraje animado
- Mejor canción de cortometraje de acción en vivo
- Mejor canción de cortometraje documental
- Mejor Soundtrack
- Mejor canción en publicidad comercial
- Mejor concierto en vivo para un medio visual
- Mejor canción de un tráiler
- Mejor sonido en exhibiciones educativas, de entretenimiento o parques temáticos
- Mejor video musical independiente
- Premio Hustler
- Mejor canción adulto contemporáneo
- Mejor canción de género americana
- Mejor canción blues
- Mejor canción clásica contemporánea
- Mejor canción country
- Mejor canción electrónica/baile
- Mejor canción folk/acústica
- Mejor canción de celebración
- Mejor canción latina
- Mejor canción new age/ambient
- Mejor canción orquestal
- Mejor canción pop
- Mejor canción productora/producción
- Mejor canción r&b/soul/funk
- Mejor canción rap/hip hop
- Mejor canción rock
- Mejor canción mundial[2][3]